# 윤남철 (1881년)
윤남철(尹南喆, 1881년 음력 4월 24일 ~ ?)은 대한제국과 일제강점기의 관료이다.

## 생애
어릴 때 함경남도 함흥부에서 잠시 한학을 수학하였다. 1904년부터 한성부와 강원도 양구군, 함흥 등지에서 일본어를 비롯한 신학문을 공부했다.
1906년에 함흥의 경찰서에서 일본어 통역을 맡게 되면서 관계에 입문했다. 같은 해 함흥경무서 순검으로 임명이 되었고, 이듬해에는 순검직에서 물러나 판임관 4등의 내부 서기랑에 올랐다. 이후 대한제국이 일본 제국에 병합될 때까지 내부의 서기랑과 주사 직책을 맡아 간도 지역에서 파견 근무를 했다.
1910년 한일 병합 조약이 체결되면서 조선총독부 소속으로 이동되었다. 함경남도 영흥군과 함흥군에서 근무하다가 1922년 함남 갑산군 군수로 임명되어 총독부 군수로 승진하였다. 이후 정평군과 문천군, 장진군 군수를 차례로 지냈다.
1928년에 일본 정부로부터 쇼와대례기념장을 수여받았으며, 장진군수이던 1929년을 기준으로 정7위 훈6등에 서위되어 있었다. 1930년에 퇴직한 후에는 향리로 돌아가 함경남도 함주군 서호면장을 지냈다.
2008년 민족문제연구소가 정리한 친일인명사전 수록예정자 명단 중 관료 부문에 포함되었다.

## 참고자료
- 윤남철(尹南喆) - 국사편찬위원회